# Lista över ledamöter av Sveriges riksdags första kammare 1891
Ledamöter av Sveriges riksdags första kammare 1891.
Yrkestiteln anger ledamöternas huvudsakliga sysselsättning. Riksdagsarbetet var vid den här tiden inget heltidsjobb.

## Stockholms stad
- Oscar Björnstjerna, generalmajor, f. 1819
- Gustaf af Ugglas, f. d. statsråd, friherre, f. 1820
- Gillis Bildt, f. d. statsminister och riksmarskalk, f. 1820
- Robert Almström, fabriksidkare, f. 1834
- Edvard Fränckel, generalkonsul, f. 1836
- Ragnar Törnebladh, lektor f. 1833
- Ludvig Annerstedt, f. d. justitieråd, f. 1836
- Oscar Almgren, grosshandlare, f. 1842

## Stockholms län
- Wilhelm Odelberg, f. d. löjtnant, f. 1844
- Gustaf Åkerhielm, friherre, statsminister, f. 1833
- Wilhelm Stråle af Ekna, f. d. landshövding, f. 1816
- Gustaf Ekdahl, handlare, f. 1835
- Johan Lundin, godsägare

## Uppsala län
- Hugo Tamm, godsägare, f. 1840
- Pehr von Ehrenheim, universitetskansler, f. 1823
- Oscar Alin, professor, f. 1846
- Edvard Casparsson, före detta kapten, f. 1827

## Södermanlands län
- Edward Sederholm, godsägare, f. 1828
- Gustaf Lagerbjelke, f. d. landshövding, f. 1817
- Filip Boström, ryttmästare, f. 1843
- Sten Leijonhufvud, överstelöjtnant, f. 1826
- Adolf Helander, f. d. förste lantmätare, f. 1820

## Östergötlands län
- Carl Edvard Ekman, bruksägare, f. 1826
- Philip Klingspor, f. d. kapten, f. 1845
- Gustaf Andersson, godsägare, f. 1840
- Sixten Flach, tjänstgörande kabinettskammarherre, f. 1826
- Victor von Post, bruksägare, f. 1825
- Gustaf Rudolf Abelin, generallöjtnant, f. 1819
- Ludvig Douglas, kammarherre, f. 1849

## Norrköpings stad
- John Philipson, grosshandlare, f. 1829

## Jönköpings län
- Magnus Söderberg, lantbrukare, f. 1835
- Wilhelm Spånberg, bruksägare, f. 1842
- Gustaf Wilhelm Sebastian Tham, fabriksdisponent, f. 1839
- Fredrik von Strokirch, hovmarskalk, f. 1824
- Axel Sjögreen, ryttmästare, f. 1836
- Gustaf Berg, häradshövding, f. 1844

## Kronobergs län
- Fredrick Richter, fullmäktig i riksbanken, f. 1819
- Gunnar Wennerberg, statsråd, f. 1817
- Joseph Stephens, bruksägare, f. 1841
- Harald Spens, landshövding, f. 1827
- Liss Olof Larsson, fullmäktig i riksbanken, f. 1838

## Kalmar län, norra delen
- Alfred de Maré, bruksägare, f. 1831
- Axel Bennich, f. d. generaltulldirektör, f. 1817
- Robert Kajerdt, tillförordnad rektor, f. 1831

## Kalmar län, södra delen
- Johan Sandberg, rektor, f. 1834
- Per Samzelius, statskommissarie, f. 1827
- Carl Birger Hasselrot, häradshövding,  f. 1842
- Johan Jeansson, grosshandlare, f. 1831

## Gotlands län
- August Östergren, statsråd, f. 1832

## Blekinge län
- Claes Adolf Adelsköld, f. d. major, f. 1824
- Lars Olsson Smith, grosshandlare, f. 1836
- Pontus af Burén, bruksägare, f. 1835
- Wilhelm Nils Andreas Lindahl, f.d. auditör, f. 1825

## Kristianstads län
- Carl Trolle-Bonde, godsägare, f. 1843
- Fredrik Barnekow, godsägare, f. 1839
- John Pehrsson, lantbrukare, f. 1826
- Nils Andersson, lantbrukare, f. 1845
- Ola Nilsson i Ranseröd, lantbrukare, f. 1837
- Casper Ehrenborg, ryttmästare, f. 1846
- Johan Eneroth, kronofogde, f. 1840

## Malmöhus län
- Alfred Piper, greve, överhovstallmästare, f. 1834
- Jöns Bengtsson i Hyllinge, lantbrukare, f. 1820
- Magnus Hallenborg, ryttmästare, f. 1828
- Fredrik Theodor Borg, boktryckare,  f. 1824
- Oscar Bergius, häradshövding, f. 1834
- Ludvig Kockum, godsägare, f. 1835
- Petter Olsson, konsul, f. 1830
- Gustaf Tornérhjelm, ryttmästare, f. 1854
- Johan Wolmer Wrangel von Brehmer, överstekamarjunkare, f. 1836
- Henrik Cavalli, landskamererare, f. 1852

## Malmö stad
- Carl Gottreich Beijer, generaldirektör, f. 1811

## Hallands län
- Wilhelm Lothigius, landshövding, f. 1836
- Ingemar Kerfstedt, apotekare, f. 1845
- Fredrik von Sydow, apotekare, f. 1832
- Carl Wilhelm Wallberg, fabriksidkare, f. 1827

## Göteborgs och Bohus län
- Anton Niklas Sundberg, ärkebiskop, f. 1818
- Fredrik Daniel Carlborg, häradshövding, f. 1834
- Johan Sanne, grosshandlare, f. 1836
- Oskar Evers, generaldirektör, f. 1833
- Carl Nyström, filosofie doktor, f. 1839
- Lars Åkerhielm, statsråd, f. 1846

## Göteborgs stad
- Carl Fredrik Wærn, tillförordnad president, f. 1819
- Charles Dickson, medicine doktor och kirurgie magister f. 1814
- Sigfrid Wieselgren, generaldirektör, f. 1843

## Älvsborgs län
- Victor Ekenman, häradshövding, f. 1842
- Robert von Kræmer, major, f. 1825
- Fredrik von Essen, statsråd, f. 1831
- Pehr Lithander, grosshandlare, f. 1835
- Rudolf Klinckowström, överste, f. 1816
- Isak Wallberg, fabriksidkare, f. 1825
- Per Johan Andersson, fabriksidkare, f. 1830
- Ernst Stridsberg, fabriksidkare, f. 1839
- Albert Evers, disponent, f. 1846

## Skaraborgs län
- Nils Fock, f. d. ryttmästare, f. 1825
- Paul Jönsson, godsägare, f. 1822
- Cornelius Sjöcrona (jurist), landshövding, f. 1835
- Anders Larsson, lantbrukare, f. 1822
- Knut Wijkmark, lantbrukare, f. 1849
- Carl Klingspor, kapten, f. 1847
- Reinhold von Essen, friherre, godsägare f. 1826
- August Weinberg, godsägare, f. 1848

## Värmlands län
- Axel Ros, bruksägare, f. 1833
- Karl Liljesköld, häradshövding, f. 1837
- Helmer Falk, överste, f. 1829
- Carl Nordenfelt, borgmästare, f. 1837
- Julius Edvard von Krusenstierna, generalpostdirektör, f. 1841
- Axel Svedelius, kapten, f. 1836
- Carl Herman Lundström, bergmästare, f. 1828
- Gottfrid Olsén, fabriksidkare, f. 1848

## Örebro län
- Harald Ericsson, bruksägare, f. 1826
- Magnus Unger, häradshövding, f. 1832
- Herman Behm, godsägare, f. 1842
- Knut Bohnstedt, f. d. ryttmästare, f. 1841
- Werner von Schulzenheim, f. d. överstelöjtnant, f. 1833
- Axel Bergström, landshövding, f. 1823

## Västmanlands län
- Patric Reuterswärd, hovmarskalk, f. 1820
- Johan Mallmin, godsägare, f. 1840
- Gottfrid Billing, biskop, f. 1841
- Knut Björkenstam, häradshövding, f. 1815

## Kopparbergs län
- Henric Gahn, bruksägare, f. 1820
- Wilhelm Falk, bruksägare, f. 1825
- Hjalmar Claëson, häradshövding, f. 1836
- Abraham Leijonhufvud, generallöjtnant, f. 1823
- Emil Königsfeldt, häradshövding, f. 1823
- Curry Treffenberg, landshövding, f. 1825

## Gävleborgs län
- Christian Lundeberg, bruksägare, f. 1842
- Gustaf Fredrik Gilljam, lektor, f. 1832
- Olof Widmark, förste lantmätare, f. 1831
- Wilhelm Söderhjelm, bruksägare, f. 1842
- Hans Forssell, president, f. 1843
- Wilhelm Brehmer, major, f. 1841

## Västernorrlands län
- John Lindqvist, vicekonsul, f. 1845
- Frans Albert Anderson, general direktör, f. 1831
- Jonas Sjölund, hemmansägare, f. 1830
- Christian Fröberg, borgmästare, f. 1835
- Herman Ölander, häradhövding, f. 1841
- Gustaf Sparre, greve, kammarherre, f. 1834

## Jämtlands län
- Julius Roman, häradshövding, f. 1843
- Casimir Lewenhaupt, f. d. kapten, f. 1827
- Niklas Biesèrt, bruksägare, f. 1831

## Västerbottens län
- Robert von Hedenberg, kommendör, f. 1830
- August Almén, generaldirektör, f. 1833
- Axel Cederberg, byråingenjör, f. 1837
- Karl Husberg, expeditionschef, f. 1854

## Norrbottens län
- Carl Otto Bergman, överstelöjtnant i armén, f. 1828
- Fredrik Almgren, överdirektör, f. 1840
- Lars Berg, landshövding, f. 1838